# Zuurbal

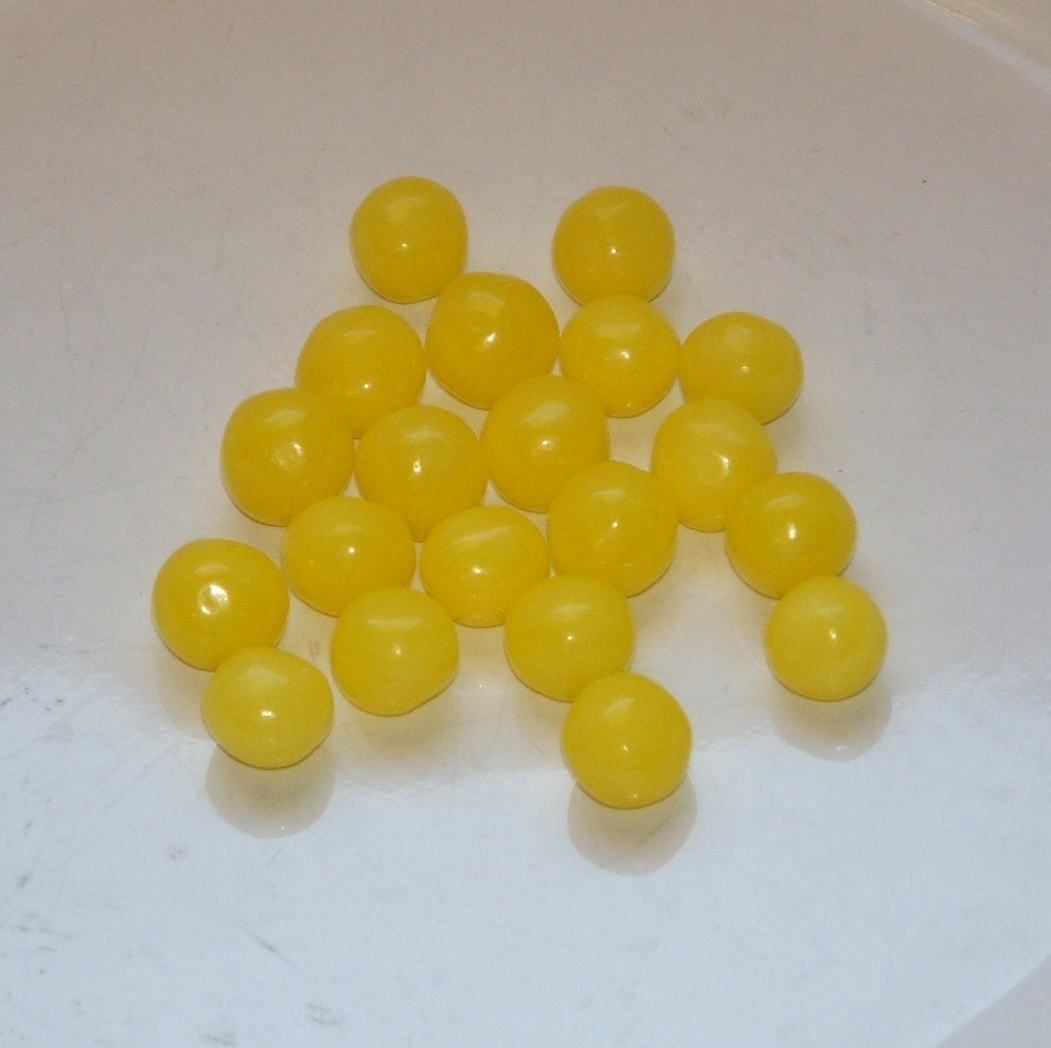
Zuurballen waren rood, maar hadden wel deze vorm

Een zuurbal is een snoepje uit de oude doos. Het verschil met een toverbal is, naast de smaak, dat de zuurbal tijdens het sabbelen niet van kleur verandert. Heden ten dage vindt men de zuurbal nog wel terug, maar dan meestal voorzien van een stokje, waarmee het een soort lolly wordt. 
Naar de zuurbal wordt verwezen in de zuurballenwet. Het spraakgebruik zegt dat iemand die nog onder de zuurballenwet valt ergens nog niet oud genoeg voor is.